# Euphrasia schlagintweitii
Euphrasia schlagintweitii är en snyltrotsväxtart som beskrevs av Richard von Wettstein. Euphrasia schlagintweitii ingår i släktet ögontröster, och familjen snyltrotsväxter. Inga underarter finns listade i Catalogue of Life.